# Michele Didoni
Michele Didoni (* 7. März 1974 in Mailand) ist ein ehemaliger italienischer Leichtathlet. Bei einer Körpergröße von 1,78 m betrug sein Wettkampfgewicht 71 kg.
Michele Didoni war 1993 Junioreneuropameister im 10.000-Meter-Bahngehen. Bei den Halleneuropameisterschaften 1994 wurde er über 5000 Meter Vierter. Im Freien wurde er bei den Europameisterschaften 1994 Zehnter im 20-km-Gehen. Auf der 20-km-Strecke war er die nächsten Jahre bei jedem Großereignis am Start.
Seinen größten Erfolg errang er mit 21 Jahren bei den Weltmeisterschaften 1995 in Göteborg. Zwei Kilometer vor dem Ziel bestand die Spitzengruppe aus Didoni, dem Spanier Valentí Massana und dem Mexikaner Daniel García. Massana fiel als erster zurück. 250 Meter vor dem Ziel wurde García von den Gehrichtern aus dem Rennen genommen und Didoni gewann in 1:19:59 h deutlich vor Massana.
In den folgenden Jahren konnte Didoni nicht mehr an diesen Erfolg anknüpfen. Bei den Weltmeisterschaften 1997 wurde er Siebter. Es folgten Platz elf bei den Europameisterschaften 1998, Platz zehn bei den Weltmeisterschaften 1999 und Platz elf bei den Olympischen Spielen 2000.
Didoni startete als Sportsoldat für die Sportfördergruppe Leichtathletik der Carabinieri in Bologna.

## Bestzeiten
- 20 km Straßengehen 1:19:59 h 1995
- 50 km Straßengehen 3:51:53 h 1998